# Joburg Open 2010

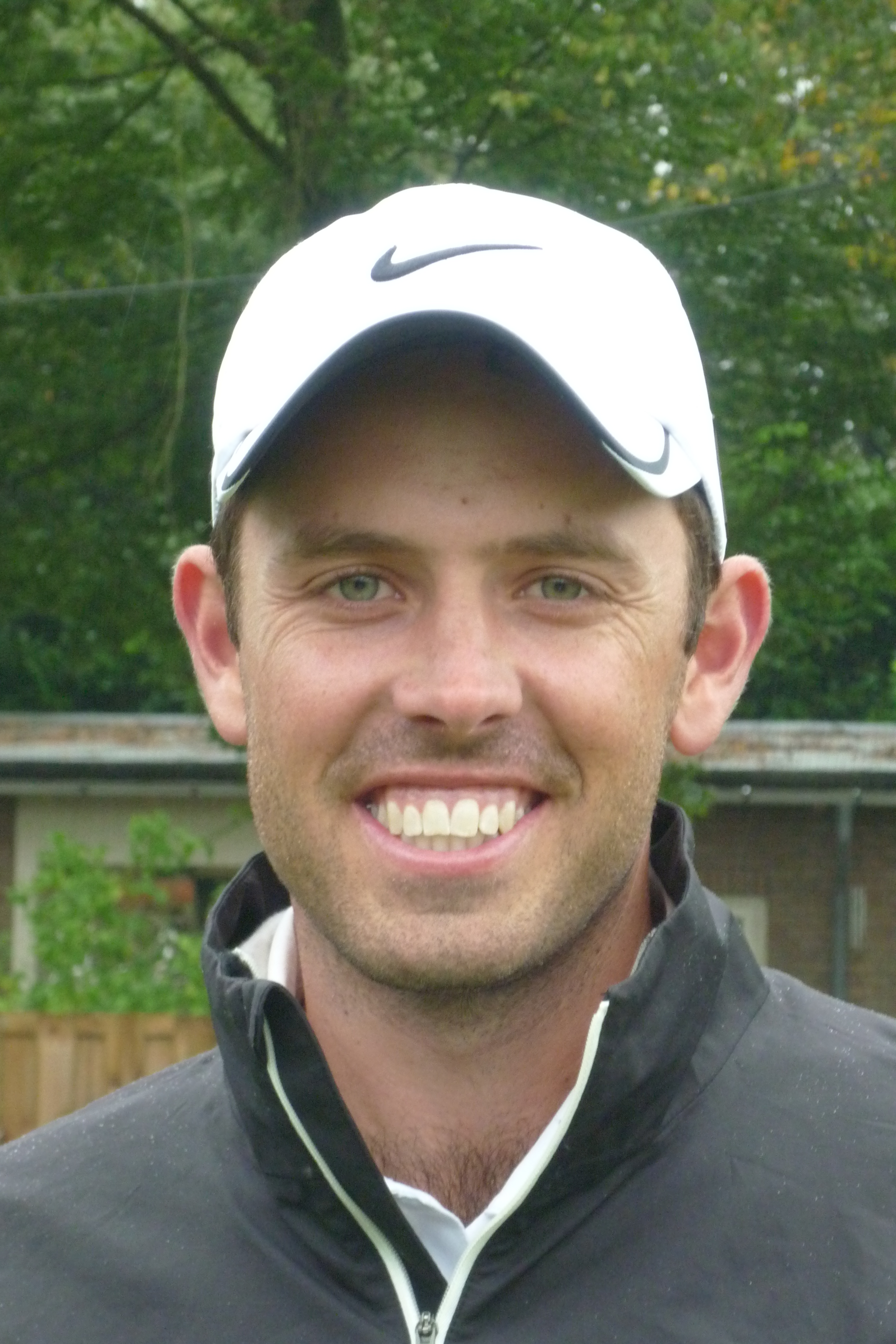
Charl Schwartzel, winnaar 2010

Het Joburg Open is een golftoernooi van de Sunshine Tour en de Europese PGA Tour.
De vierde editie van het Joburg Open is in 2010 en wordt van 14 - 17 januari op de Royal Johannesburg and Kensington Golf Club gespeeld. De par van de baan is 71. Het totale prijzengeld is € 1.300.000.

## Het toernooiverloop

#### Ronde 1
Joost Luiten is de enige Nederlandse deelnemer, hij staat na de eerste ronde op een gedeeld 12de plaats met een score van -5. Hij heeft na dit toernooi nog één kans om zijn tourkaart zeker te stellen dus het is belangrijk dat hij dit toernooi goed verdient. In twee toernooien moet hij nog ongeveer € 14.000 binnenhalen. Hij speelde met de Zuid-Afrikaan Neil Schietekat, die aan de leiding staat met -9.

#### Ronde 2
Joost Luiten heeft 69 gemaakt en staat 14de. Hij gaat dus niet met lege handen naar huis. Schietekat maakte +1 en zakte naar de 9de plaats. David Lynn staat nu aan de leiding met een totaal van -12, de tweede plaats wordt gedeeld door Hendrik Buhrmann, Darren Clarke, Jbe' Kruger, Charl Schwartzel en Danny Willett, die allen op -10 staan.

De beste ronde was van Kevin Stone (-8), die daarmee van de 135ste naar de 14de plaats steeg. Spelers met een totaalscore van -2 of beter kwalificeren zich voor de laatste twee rondes.

#### Ronde 3
De eerste twee dagen werd er om 6:30 uur gestart, vandaag pas om 9:30 uur. Er hebben zich 77 spelers voor het weekend gekwalificeerd met een score van -3 of beter. Er is zoveel regen en onweer dat de baan om 13:12 uur werd gesloten. Ruim de helft van de spelers heeft vandaag een score boven par. Luiten staat vandaag op -1 (totaal -8) en heeft 13 holes gespeeld. Hij staat voorlopig op de 18de plaats. Danny Willett en Charl Schwartzel staan met -13 aan de leiding. Men hoopt om 16:00 weer te kunnen spelen.
Het spel is hervat. Luiten is met -2 binnengekomen en staat met een totaal van -9 op de 13de plaats. Schwartzel staat alleen aan de leiding met -16, Darren Clarke volgt hem met -13. Alex Haindl maakte met -6 de beste ronde van de dag, en staat nu met -11 of een gedeeld vierde plaats.

#### Ronde 4
Luiten is met een ronde van -3 vandaag geëindigd op de 6de plaats en dit was ruim voldoende om zijn tourkaart te behouden. Hij komt in categorie 8, en zal dit jaar veel kunnen spelen. Charl Schwartzel, die aan het begin van de ronde al aan de leiding stond, verstevigde die positie en eindigde met -23 met zes slagen voorsprong op de eerste plaats.

## Eindstand
|   | Speler           | Score | Euro         |
| - | ---------------- | ----- | ------------ |
| 1 | Charl Schwartzel | 261   | € 206.050.00 |
| 2 | Darren Clarke    | 267   | € 119.730.00 |
| 2 | Keith Horne      | 267   | € 119.730.00 |
| 4 | James Kamte      | 270   | € 58.760.00  |
| 4 | Danny Willett    | 270   | € 58.760.00  |
| 6 | Søren Hansen     | 272   | € 36.107.50  |
| 6 | Joost Luiten     | 272   | € 36.107.50  |
| 6 | Hennie Otto      | 272   | € 36.107.50  |
| 6 | Peter Whiteford  | 272   | € 36.107.50  |

Zie de volledige uitslag op 

## Spelers
| Spelers uit andere landen - Stuart Anderson - Fredrik Andersson Hed - Phillip Archer - Peter Baker - Benn Barham - Sion Bebb - André Bossert - Gary Boyd - Markus Brier - Paul Broadhurst - Mark Brown - Daniel Brunson - Ryan Cairns - François Calmels - Ariel Cañete - Alejandro Cañizares - Marc Cayeux - Magnus Carlsson - Clodomiro Carranza - TC Charamba - Neil Cheetham - Gary Clark - Darren Clarke - Adilson Da Silva - Rhys Davies - Carlos Del Moral - François Delamontagne - Robert Dinwiddie - David Dixon - Scott Drummond - David Drysdale - Pelle Edberg - Jamie Elson - Klas Eriksson - Kenneth Ferrie - Richard Finch - Oliver Fisher - Charlie Ford - Alastair Forsyth - Lorenzo Gagli - Stephen Gallacher - Chris Gane - Jean-Baptiste Gonnet - Stephan Gross Jr. - Julien Guerrier - Mark Haastrup - Joakim Haeggman - Anders Hansen - Søren Hansen - Benjamin Hebert - Scott Hend - Michael Hoey - David Horsey - David Howell - Sam Hutsby | - Raphaël Jacquelin - Steven Jeppesen - Eirik Tage Johansen - Roope Kakko - Alexandre Kaleka - Niall Kearney - Simon Khan - Rick Kulacz - Barry Lane - Paul Lawrie - Peter Lawrie - Danny Lee - José-Filipe Lima - Sam Little - Gary Lockerbie - Michaël Lorenzo-Vera - Jean-François Lucquin - Joost Luiten - David Lynn - Callum MacAulay - Stuart Manley - Andrew Marshall - Andrew McArthur - Richard McEvoy - Alan McLean - Jamie McLeary - Edoardo Molinari - James Morrison - Gary Murphy - Henrik Nystròm - Steven O´Hara - Fredrik Ohlsson - John Parry - Phillip Price - Paulo Pinto - Julien Quesne - Robert Rock - Carlos Rodiles - Marco Ruiz - James Ruth - Jarmo Sandelin - Patrik Sjöland - Marcel Siem - Lee Slatterly - Byron Smith - Carl Suneson - Andrew Tampion - Simon Thornton - Ali Tsai - Miles Tunnicliff - Daniel Vancsik - Paul Waring - Peter Whiteford - Dale Whitnell - Chris Wood - Danny Willett - Matthew Zions | Spelers uit Zuid-Afrika - Warren Abery - Reggie Adams - Jaco Ahlers - Thomas Aiken - Christiaan Basson - Steve Basson - Oliver Bekker - Jacques Blaauw - Desvonde Botes - Michiel Bothma - Merrick Bremner - Hendrik Buhrmann - Matthew Carvell - Charl Coetzee - George Coetzee - André Cruse - Josh Cuncliffe - Andrew Curlewis - Keenan Davidse - Louis De Jager - Michael Dreyer - Warrick Druian - Tyrone Ferreira - Darren Fichardt - Trevor Fisher Jr - Adrian Ford - Dion Fourie - Dylan Frittelli (AM) - Andrew Georgiou - Branden Grace - Daniel Greene - Vaughn Groenewald - Anton Haig - Alex Haindl - Nic Henning - David Hewan - Darren Holder - Keith Horne - Jean Hugo - Cameron Johnston - James Kamte - Alphuis Kelapile - James Kingston - JBE Kruger - Dean Lambert - Brett Liddle - Craig Liebenberg - Martin Maritz | - Mark Murless - Eugen Marugi - Emmanuel Masoliedza (AM) - Irvin Mazibuko - Doug McGuigan - Andrew McLardy - Anthony Michael - Louis Moolman - Titch Moore - Tyrone Mordt - Grant Muller - Lindani Ndwandwe - Prinavin Nelson - Muswalo Nethunzwi (AM) - Shaun Norris - Louis Oosthuizen - Hennie Otto - Deane Pappas - Brandon Pieters - Albert Pistorius - Jake Redman - Christian Ries - Jake Roos - Omar Sandys - Neil Schietekat - Charl Schwartzel - Teboho Sefatsa - Thabang Simon - Sipho Sithole (AM) - Theunis Spangenberg - Richard Sterne - Kevin Stone - Chris Swanepoel - Mohammed Tayob - Des Terblanche - Toto Thimba Jr - Ryan Tipping - Tyrone Van Aswegen - Ulrich Van den Berg - Divan Van den Heever - Willie Van der Merwe - Dawie Van der Walt - Tjaart Van der Walt - Steve Van Vuuren - Jaco Van Zijl - Bradford Vaughan - Justin Walters - Ross Wellington - Clinton Whitelaw - Chris Williams |